# Манзур Хуссейн (хокеїст на траві)
Манзур Хуссейн (28 жовтня 1958 — 29 серпня 2022) — пакистанський хокеїст на траві.
Олімпійський чемпіон 1984 року, бронзовий призер 1976 року.
Переможець Азійських ігор 1978, 1982 років.
Чемпіон світу 1978, 1982 років, срібний призер 1975 року.
Переможець Трофею чемпіонів 1978, 1980 років.
Чемпіон Азії 1982 року.
Чемпіон світу з хокею на траві серед юніорів 1979 року.